# Arroyo de los Patos, San Luis Potosí
Arroyo de los Patos är en ort i Mexiko.   Den ligger i kommunen Tamazunchale och delstaten San Luis Potosí, i den sydöstra delen av landet, 200 km norr om huvudstaden Mexico City. Arroyo de los Patos ligger 153 meter över havet och antalet invånare är 257.
Terrängen runt Arroyo de los Patos är kuperad söderut, men norrut är den platt. Runt Arroyo de los Patos är det ganska tätbefolkat, med 86 invånare per kvadratkilometer. Närmaste större samhälle är Tamazunchale, 10,0 km väster om Arroyo de los Patos. I omgivningarna runt Arroyo de los Patos växer huvudsakligen savannskog.